# Atrybucja globalna
Atrybucja globalna – rodzaj atrybucji w psychologii, przy której osoba jest przekonana, że przyczyna danego zachowania jest charakterystyczna dla wielu różnorodnych sytuacji (np. czyjaś inteligencja) w przeciwieństwie do przekonania, że jest ona charakterystyczna dla niewielkiej ich grupy (np. przypadek).